# Te lo dico pianissimo
Te lo dico pianissimo è un film italiano del 2018 diretto da Pasquale Marrazzo, che l'ha scritto con Fabrizio Bozzetti e Roberto Traverso. Il film è stato distribuito nelle sale italiane dal 18 settembre al 4 ottobre 2018. L'opera tratta il tema dell'omosessualità, dell'omofobia e dell'omogenitorialità.

## Trama
Cicci, a seguito della scomparsa della sua ex moglie, Dolores, dalla quale era separato da diversi anni, si ritrova a gestire la nuova convivenza con i loro due figli gemelli di 17 anni: Sara e Matteo. Da oltre 15 anni vive con il suo compagno Nikolas, idraulico di sani principi. La relazione tra i due viene messa a dura prova dalla decisione delle sorelle di Cicci, capeggiate da Giuditta, di trasferirsi nel loro appartamento con lo scopo di proteggere i nipoti dai presunti comportamenti immorali della coppia omosessuale. Il loro amore li costringe a subire soprusi e abusi da parte di Giuditta che è spinta dal desiderio di distruggere l'equilibrio che la coppia ha costruito nel tempo, al punto che Cicci, seppur per un breve periodo, per cercare di tenere a bada la sorella, che "ama il fratello come un figlio", allontana da casa il suo compagno. Nella loro casa c'è anche il fantasma di Dolores, che si è stabilito in bagno e da lì parla con tutta la famiglia senza più freni e a suo modo dà consigli anche a Cicci e Nikolas. Grazie ad un percorso interiore e alla scoperta della verità che riguarda i nipoti, Giuditta capisce che l'amore va guardato da tutte le angolazioni e che la sua visuale non è necessariamente quella giusta. Cicci e Nikolas hanno dimostrano di saper dare la priorità a ciò che merita davvero la loro attenzione: il loro rapporto e l'amore verso i loro figli.

## Accoglienza

### Incassi
Il film ha incassato in Italia 5.400 euro nelle 2 settimane in cui è rimasto in programmazione nelle sale.

### Critica
Nicola Di Monte per il Fatto Quotidiano scrive: "Il rischio per questo genere di film è di rappresentare personaggi stereotipati e poco originali. Ma in questo caso i due protagonisti riescono a dosare quell’esuberanza recitativa bilanciando l’aspetto intimista con quello più sfacciatamente legato alla quotidianità. E così, tra orecchini chiassosi e manie di comprare posate e bicchieri ai Grandi Magazzini, tra incubi notturni e simboli fallici, il film si orienta ben presto verso una ricerca più profonda tesa a capire il senso e il valore dell’amore qualunque esso sia".